# Bodo Winsel

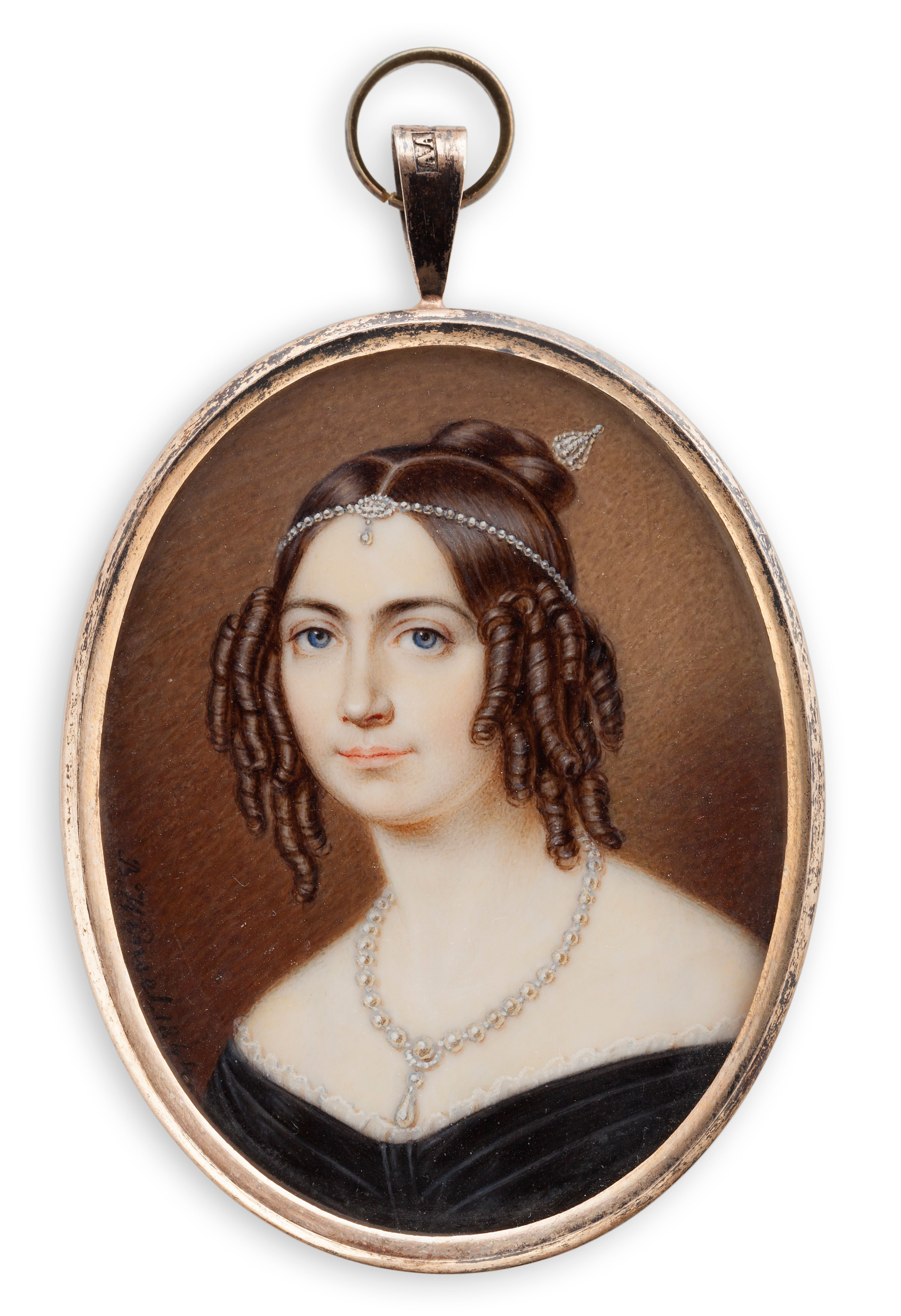
Bodo Winsel: Kaiserin Amélia von Brasilien, Miniaturmaler, Finnische Nationalgalerie Helsinki

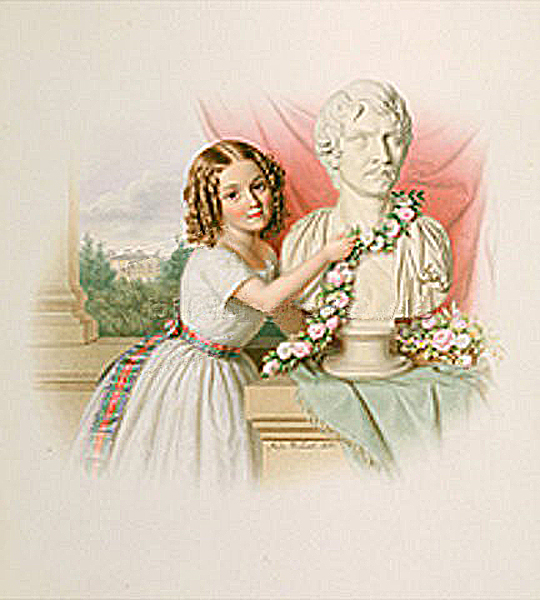
Bodo Winsel: Kindliche Huldigung für König Ludwig I. von Bayern, lithografiert von Franz Maria Ingenmey

Bodo Winsel (* 1806 in Hanau; † 3. November 1865 in München) war ein deutscher Porträt- und Miniaturmaler sowie Fotograf.

## Leben
Bodo Winsel studierte an der Academie der Zeichenkunst in Hanau bei Conrad Westermayr und setzte ab dem 22. Oktober 1827 das Studium der Historienmalerei an der Königlichen Akademie der Künste in München fort.
Nach dem Studium blieb er in München als Porträt- und Miniaturmaler tätig. Mit dem Aufkommen der Fotografie fertigte er Porträtfotos an und betrieb eine „photographische Anstalt“ in der Ottostraße. 1867 ging diese an Gustav Selch über.
Er war Mitglied der Münchener „Gesellschaft des Frohsinns“.